# Tiller

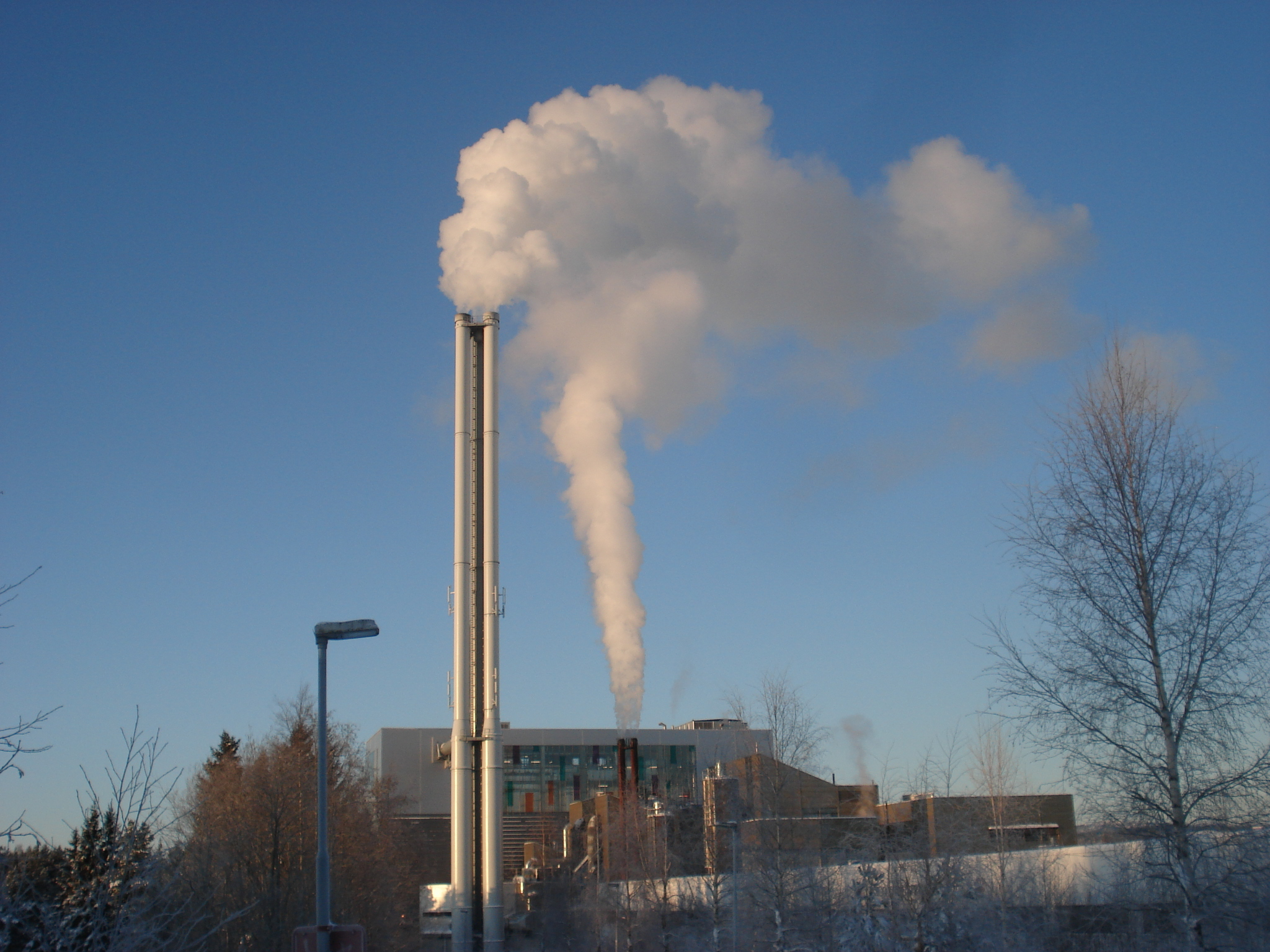
Centrale per il teleriscaldamento a Tiller

Tiller è un distretto meridionale della città norvegese di Trondheim. Fino al 1 gennaio 1964 era ancora un comune autonomo.
Il quartiere ospita, tra le altre cose, un grande centro commerciale, una centrale termica e il Birgittenkloster Trondheim.
A Tiller ha sede la polisportiva Tiller Idrettslag e la sua squadra di calcio a 5 Tiller Futsal.